# 탈룰라 (영화)
《탈룰라》(영어: Tallulah)는 미국에서 제작된 샨 헤이더 감독의 2016년 코미디 드라마 영화이다. 엘리엇 페이지, 앨리슨 재니, 태미 블랜처드 등이 출연하였다.
2016년 1월 23일 제32회 선댄스 영화제에서 전 세계 최초로 상영되었으며 2016년 7월 29일 넷플릭스를 통해 공개되었다. 평단으로부터 대체로 긍정 평가를 받았다.
《주노》(2007)와 《사랑이 필요할 때》(2013)에 이은 엘리엇 페이지와 앨리슨 재니의 세 번째 협업작이다.

## 출연
- 엘리엇 페이지
- 앨리슨 재니
- 태미 블랜처드
- 에번 조니카이트
- 존 벤저민 히키
- 재커리 퀸토
- 우조 어두바
- 프레드릭 레인
- 필릭스 솔리스
- 데이비드 제이어스